# 合谷喜壮
合谷 喜壮（ごうや きそう、1968年4月9日 - ）は、日本中央競馬会 (JRA) の栗東トレーニングセンターに所属していた元騎手で現在は調教助手。
福岡県出身。身長157cm、体重48kg、血液型B型。騎手時代は平地競走と障害競走の両方に騎乗していた。

## 経歴
1987年、JRA競馬学校を第3期生として卒業して騎手免許を取得し、島崎宏厩舎からデビュー。同期には蛯名正義、武豊、芹沢純一、塩村克己らがいる。
平地初騎乗は1987年3月1日、阪神競馬第1競走のサルノクイーンで、9頭立ての9着。
平地初勝利は1987年3月15日の中京競馬第12競走のダンディブーンで挙げた。デビュー12戦目での事だった。
障害初騎乗は1997年7月26日、小倉競馬第5競走のダンディウラノスで、12頭立ての6着。
障害初勝利は1998年3月8日の阪神競馬第5競走のセフティオーシャンで挙げた。
2002年3月20日付をもって騎手を引退。通算成績は1478戦44勝（平地競走1330戦38勝、障害競走148戦6勝）。
引退後は五十嵐忠男厩舎の調教助手になったが、その後2006年4月20日付で高橋隆厩舎に移籍した。

## エピソード
愛犬家であり、自宅で犬を飼っている。その犬をトレーニングセンターや競馬場まで合谷と同伴させることもある。